# Jean-Didier Lecaillon
Pour les articles homonymes, voir Lecaillon.
Jean-Didier Lécaillon, né le 18 septembre 1951 à Paris, est un économiste français.
Spécialiste en macroéconomie, il est professeur en sciences économiques, premier vice-président de l’université Panthéon-Assas. Il est aussi responsable d'associations.

## Biographie

### Jeunesse et études
Jean-Didier Lécaillon est né le 18 septembre 1951 à Paris dans le 8e arrondissement, du mariage du professeur Jacques Lecaillon (1925-2014) et de Marie-Edmée Barrat.
Après des études au collège Saint-Joseph de Lille, puis au lycée Janson-de-Sailly à Paris, il poursuit ses études au sein des universités Paris-I et Paris-II.
Il est titulaire de deux maîtrises : droit des affaires à l'université Paris-II et économétrie à l'université Paris-I, et d'un doctorat d'État ès sciences économiques obtenu à l'université Paris-II,.
Le 12 décembre 1975, il épouse Pascale de Saboulin Bollena. De ce mariage, sont issus sept enfants.

### Carrière universitaire
Maître-assistant à l'université Paris-II de 1984 à 1988, il y est ensuite maître de conférences. Professeur des universités à l'université de Nancy II de 1990 à 1994 puis à l'université Paris-XII de 1994 à 2000, il est nommé à cette date à l’université Panthéon-Assas.
Jean-Didier Lécaillon est président du département de sciences économiques et de gestion et directeur du Master 2 « Commerce et management international », premier vice-président de l’université Panthéon-Assas,.

## Travaux

### Macroéconomie
Jean-Didier Lécaillon est un spécialiste de la macroéconomie.
Ses enseignements portent principalement sur les trois thématiques :
- l'économie du capital humain et des populations ;
- l'économie internationale ;
- la dynamique économique.

Il s'intéresse au lien historique économie-démographie et déclare « Je ne suis pas démographe, mais économiste […] mon cours est un cours de « démographie économique » […]  la démographie et l’économie sont des sciences humaines et donc, pas plus qu’en astronomie, on ne peut y faire des expériences mais seulement des observations. Le but de cette recherche est bien sûr, après analyse de la situation et de ses raisons, d’élaborer des principes d’action, en particulier en matière familiale ».

### Politique familiale
Depuis 1995, où il publie son ouvrage La famille : source de prospérité, Jean-Didier Lécaillon s'intéresse aux questions touchant à la famille dans les questions économiques et démographiques, notamment les aspects économiques liés au vieillissement de la population française et à la diminution d'enfants pas couple.
En 2003, dans un article intitulé La famille fait de la résistance, il développe l'idée que loin du catastrophisme, une juste évaluation des données statistiques montre que la famille demeure une référence en ce début du XXIe siècle. Cependant, elle s'inscrit dans une dynamique qui ne lui est pas favorable.
En mai 2005, il participe à l'étude de la Confédération nationale des associations familiales catholiques (CNAFC) sur les besoins, les attentes et les apports des familles nombreuses à la société.
En 2014, dans une émission télévisée sur la chaîne KTO, il précise « La famille est généralement considérée avant tout comme un lieu de consommation. Elle rend pourtant à la société des services indispensables : elle "produit" des petits d'hommes qui deviendront des producteurs et pas seulement des consommateurs de richesses. Économistes et politiques ne devraient pas l'oublier ». 

### Engagement associatif
Jean-Didier Lécaillon a été membre du Comité européen sur la population du Conseil de l'Europe de 1994 à 2005, du Comité de pilotage de la conférence de la famille en 1996, du Conseil de surveillance de la Caisse nationale d'allocations familiales de 1997 à 2000.
En 2000, il cofonde, avec notamment Jacques Dupâquier et Yves-Marie Laulan, l'Institut de géopolitique des populations.
Il est président de l'Académie d'éducation et d'études sociales (AES) depuis 2002, vice-président de l'Association des économistes catholiques (AEC) depuis 2000, membre du conseil de perfectionnement de l'École militaire interarmes (EMIA) depuis 2010, membre du corps académique (section V : droit et sciences économiques) de l'Académie catholique de France depuis 2011, membre du Comité d'orientation de l'Observatoire chrétien de l'entreprise et de la société,,,,.

## Publications
Jean-Didier Lécaillon a écrit de nombreux ouvrages et articles, notamment :
- L'économie de la sous-population, 1977
- Démographie économique : Observation, interprétation, analyse, 1986, plusieurs éditions jusqu'en 1992
Analyse critique dans la revue Population, année 1990, [lire en ligne]
- Macroéconomie, en collaboration avec Jean-Marie Le Page, 1992 (tome 1 : Instruments d'analyse  (ISBN 978-2-25493-709-7) et tome 2 : Équilibre et politiques économiques  (ISBN 978-2-25493-716-5))
- La famille : source de prospérité, 1995, édition suivie de cinq autres jusqu'en 2004  (ISBN 978-2-91102-102-2)
Analyse critique dans la revue Population, année 1995, [lire en ligne]
- Macro-dynamique, en collaboration avec Jean-Marie Le Page, 1995, nouvelle édition 1998 (tome 1 : La croissance  (ISBN 978-2-25495-712-5) et tome 2 : Les cycles  (ISBN 978-2-25499-704-6))
- Économie du monde contemporain, en collaboration avec Jean-Marie Le Page, 1996  (ISBN 978-2-70811-923-9)
- Démographie économique : Analyse des ressources humaines 1998  (ISBN 978-2-71112-155-7)
- Économie contemporaine : analyse et diagnostics, en collaboration avec Jean-Marie Le Page, 2001 et plusieurs éditions jusqu'en 2013  (ISBN 978-2-80417-675-4)
Analyse critique dans la revue Alternatives économiques [lire en ligne]
- « La famille, dimension privée ou affaire publique ? » dans la revue Population & Avenir no 676 de 2006/1, [lire en ligne]
- La Famille au cœur de l'économie, Paris, Salvator, 2024  (ISBN 978-2-7067-2774-0)

## Pour approfondir